# Ronaldo Souza
Ronaldo Souza dos Santos (ur. 7 grudnia 1979 w Vila Velha) – brazylijski grappler i zawodnik mieszanych sztuk walki (MMA), multimedalista mistrzostw świata w brazylijskim jiu-jitsu i submission fightingu, uznawany za jednego z najlepszych grapplerów świata. W latach 2010–2011 mistrz Strikeforce w wadze średniej. Od stycznia 2013 związany z Ultimate Fighting Championship.

## Kariera MMA
W zawodowym MMA zadebiutował w 2003 roku, gdy przegrał przez nokaut z rodakiem Jorge Patino. Następnie, w latach 2004–2007, stoczył 7 zwycięskich walk z rzędu (wszystkie zakończone poddaniem rywala), co zaowocowało zaproszeniem go do 16-osobowego turnieju DREAM Middleweight Grand Prix, który miał wyłonić mistrza japońskiej organizacji DREAM w wadze średniej. Souza doszedł w nim do finału, w którym przegrał przez nokaut z Gegardem Mousasim (23 września 2008 w Saitamie). Niespełna rok później Holender zrezygnował z tytułu, więc władze organizacji wyznaczyły do walki o wakujące mistrzostwo Souzę i Jasona Millera. Miał to być rewanż za ćwierćfinał Grand Prix, w którym zwyciężył przez decyzję Brazylijczyk. Rozegrany 26 maja 2009 roku w Jokohamie pojedynek został przerwany i uznany za nieodbyty po tym, jak Miller kopnął w niedozwolony sposób Souzę, co spowodowało rozcięcie na głowie Brazylijczyka.
W grudniu 2009 roku zadebiutował w organizacji Strikeforce, wygrywając przez poddanie ze srebrnym medalistą olimpijskim w zapasach, Mattem Lindlandem. W lipcu 2010 roku dotychczasowy mistrz Strikeforce w wadze średniej Jake Shields zrezygnował z tytułu, co otworzyło przed Souzą szansę walki o mistrzostwo. Zmierzył się o nie 21 sierpnia w Houston z Timem Kennedym. Pokonał Amerykanina przez jednogłośną decyzję sędziów (49-46, 48-47, 48-47) po 5-rundowym pojedynku. Tytuł stracił niespodziewanie w drugiej jego obronie, gdy 10 września 2011 roku przegrał w Cincinnati z niżej notowanym Lukiem Rockholdem przez jednogłośną decyzję (50-45, 48-47, 48-47). Do 2013 stoczył jeszcze trzy zwycięskie starcia w Strikeforce po czym organizacja przestała funkcjonować, a część zawodników została zakontraktowana przez UFC – w tym i Souza.
Dla nowej organizacji od 2013 stoczył pięć zwycięskich pojedynków, pokonując m.in. Yūshina Okamiego, Francisa Carmonta czy w rewanżu z Mousasiego.
14 maja 2016 na gali UFC 198 wygrał z byłym mistrzem UFC, Vitorem Belfortem przez TKO w 1. rundzie. Po pokonaniu 11 lutego 2017 Tima Boetscha zmierzył się 15 kwietnia 2017 z Australijczykiem Robertem Whittakerem z którym przegrał przez TKO w drugiej rundzie. 27 stycznia 2018 podczas gali UFC on Fox 27 pokonał przed czasem (kopnięcie na głowę i ciosy) Dereka Brunsona w pierwszej rundzie.

## Osiągnięcia

### Mieszane sztuki walki
- 2008: DREAM Middleweight Grand Prix – 2. miejsce w turnieju wagi średniej
- 2010–2011: mistrz Strikeforce w wadze średniej (84 kg)

### Grappling
- 2003: Mistrzostwa Świata ADCC w submission fightingu – 2. miejsce w wadze 88 kg
- 2004: Mistrzostwa Ameryk w brazylijskim jiu-jitsu – 1. miejsce w klasie open (czarne pasy)
- 2004: Mistrzostwa Ameryk w brazylijskim jiu-jitsu – 1. miejsce w wadze półciężkiej (czarne pasy)
- 2004: Mistrzostwa Świata CBJJ (Mundial) w brazylijskim jiu-jitsu – 1. miejsce w klasie open (czarne pasy)
- 2004: Mistrzostwa Świata CBJJ (Mundial) w brazylijskim jiu-jitsu – 2. miejsce w wadze półciężkiej (czarne pasy)
- 2005: Mistrzostwa Świata ADCC w submission fightingu – 2. miejsce w klasie absolutnej
- 2005: Mistrzostwa Świata ADCC w submission fightingu – 1. miejsce w wadze 88 kg
- 2005: Mistrzostwa Świata CBJJ (Mundial) w brazylijskim jiu-jitsu – 1. miejsce w klasie open (czarne pasy)
- 2005: Mistrzostwa Świata CBJJ (Mundial) w brazylijskim jiu-jitsu – 1. miejsce w wadze półciężkiej (88,3 kg) (czarne pasy)